# Flyme OS
«Flyme OS» —  оболочка, основанная на Android. Разрабатывается и поддерживается компанией Meizu Technology Co., Ltd. для собственных устройств. Первая версия вышла в 2012 году.

## История[1]
- Оболочка Flyme OS берёт свое начало с версии Flyme 1.0, которая представляла собой вторичную прошивку[неизвестный термин], основанную на Android 2.2/2.3 и предназначенную для устройств Meizu[2]. Впервые Flyme OS вышла на модели Meizu MX[англ.] 12 июня 2012 года, позже состоялся выход на Meizu M9. Система была высоко оценена критиками за простой, но привлекательный дизайн интерфейса.
- Версия Flyme 2.0 вышла 27 ноября 2012 года вместе с моделью Meizu MX2. Она включала усовершенствованные облачные службы и встроенную поддержку root-доступа, а также другие улучшения. Эта оболочка была основана на базе Android 4.1.
- Flyme 3 вышла вместе с устройством Meizu MX3[англ.], она также использовалась на моделях MX2. Это была одна из первых прошивок Android, включавших «плоский» пользовательский интерфейс. Эта версия разработана на базе Android 4.2.
- Наследницей Flyme 3 стала оболочка Flyme 4, вышедшая 2 сентября 2014 года, первоначально на модели Meizu MX4. Была основана на Android 4.4/5.1. Это была первая прошивка Flyme, доступная не только на устройствах Meizu, но также на устройствах Samsung, Sony, LG и HTC. Энтузиасты также переносили систему на другие устройства, в том числе OnePlus One.
- После 23 сентября 2015 года вышла Flyme 5, которая создана на базе Android 5.1/6.0. Разработчики утверждают, что обновление сочетает простую и интуитивно понятную компоновку системных приложений с изысканной анимацией переходов. В соответствии с духом Meizu обновление включает более 300 новых функций и более 1000 улучшений.
- 30 ноября 2016 года вышла Flyme 6, в которой в качестве основы был использован Android 5.1–7.1.2
- Выход Flyme 7 состоялся 22 апреля 2018 года. Одной из ключевых функций стала разблокировка смартфона по лицу[3]. Версия доступна на базе Android 7.0–9.0.
- Flyme 8 вышла 24 сентября 2019 года вместе с Meizu 16s Pro. Оболочка получила режим Small Window Mode 2.0, который поддерживает открытие некоторых приложений поверх основного интерфейса[4]. Также в этой версии Flyme были встроены уникальные, живые обои в виде плавающих пузырьков. Данная версия была разработана на базе Android 7.0/10.0.
- Flyme 9 вышла 2 марта 2021 года. Данная версия получила обновлённую шторку уведомлений, новые анимации переходов и жестов, новый интерфейс приложения камеры, а также обновлённый режим Small Window Mod 3.0. Данная версия была разработана на базе Android 10/11.
- Последняя на данный момент версия прошивки Flyme 10 вышла в 2023 году вместе с линейкой смартфонов Meizu 20. Система, по словам Meizu, стала более оптимизированной. Также был сделан акцент на лёгкости системы: пользователь не сможет удалить только семь стандартных программ: «Телефон», «Сообщения», «Галерея», «Настройки», «Камера», а также браузер и M Store.

## Основные свойства[5]
Flyme OS обладает сильно изменённым (по сравнению с оригинальной ОС) пользовательским интерфейсом — в котором, в частности, отсутствует меню приложений. Помимо прочих улучшений, она включала усовершенствованные облачные службы и встроенную поддержку root-доступа.
«Flyme OS» стала одной из первых оболочек Android, включавших «плоский» пользовательский интерфейс, сочетает простую и интуитивно понятную компоновку системных приложений с плавной и быстрой анимацией переходов. 
В «Flyme OS» была добавлена функция разблокировки смартфона по лицу, доступна она только в версии Flyme 7. 

Flyme 8 получила режим Small Window Mode 2.0, который поддерживает открытие некоторых приложений поверх основного интерфейса. 

## Версии
Всего вышло 10 версий прошивки Flyme.

Версии делятся на две ветви разработки: стабильная ветвь и ветвь бета-тестирования.

### История версий
| Версия                                                                                                  | Версия Android | Последний стабильный релиз | Последний бета релиз | Дата выпуска первой версии |
| --- | -------------- | -------------------------- | -------------------- | -------------------------- |
| Flyme 1.0                                                                                               | 2.2 – 2.3      | 1.1                        | N/A                  | 12 июня 2012 г.            |
| Flyme 2.0                                                                                               | 4.1            | 2.5                        | N/A                  | 27 ноября 2012 г.          |
| Flyme 3                                                                                                 | 4.2            | 3.7                        | N/A                  | 2 сентября 2013 г.         |
| Flyme 4                                                                                                 | 4.4 – 5.1      | 4.5.7.0I                   | 4.5.0.0I             | 2 сентября 2014 г.         |
| Flyme 5                                                                                                 | 5.1 – 6.0      | 5.2.13.0G                  | 5.6.4.12G            | 23 сентября 2015 г.        |
| Flyme 6                                                                                                 | 5.1 – 7.1      | 6.3.5.1G                   | 6.7.4.11G            | 30 ноября 2016 г.          |
| Flyme 7                                                                                                 | 7.0 – 9        | 7.3.1.0G                   | 7.9.7.8A             | 22 апреля 2018 г.          |
| Flyme 8                                                                                                 | 7.0 – 10       | 8.1.8.0A                   | 8.21.8.30 Daily      | 29 октября 2019 г.         |
| Flyme 9                                                                                                 | 10 – 11        | 9.3.1.0A                   | 9.21.12.28 Daily     | 3 марта 2021 г.            |
| Flyme 10                                                                                                | 13 – 14        | 10.5.0.0G                  | 10.23.5.22 Daily     | 31 марта 2023 г.           |
| Старая версия, не поддерживаетсяСтарая поддерживаемая версияТекущая версияТестовая версияБудущая версия |                |                            |                      |                            |